# Boguszowa
Boguszowa – wieś w Polsce położona w województwie małopolskim, w powiecie nowosądeckim, w gminie Chełmiec.
Wieś duchowna, własność opactwa norbertanów w Nowym Sączu położona była w drugiej połowie XVI wieku w powiecie sądeckim województwa krakowskiego. W latach 1975–1998 miejscowość administracyjnie należała do województwa nowosądeckiego.